# Fuso muscular

Fuso muscular

Fuso muscular é um receptor sensorial proprioceptivo fuso composto por fibras feixes musculares. Sua principal função é sinalizar mudanças de comprimento do músculo o qual se encontra.
Fusos Musculares são estruturas responsáveis pela mio-integridade mecânica e regulação da contração/distenção muscular.
Actuam como "Guarda-costas" do músculo esquelético. Tal como foi referido acima, tem como função primária, detectar alterações do comprimento muscular e comunicar essas alterações ao Sistema Nervoso Central através de Nervos Aferentes ou Eferentes, conforme o caso em questão.
As fibras do fuso muscular estão dispostas paralelamente às fibras musculares extrafusais (do músculo em que está inserido) e respondem às variações no comprimento (estiramento ou contração) das fibras musculares. As suas fibras, as fibras intrafusais, são do tipo fibras com saco nuclear (estáticas e dinâmicas) e fibras nuclear em cadeia.

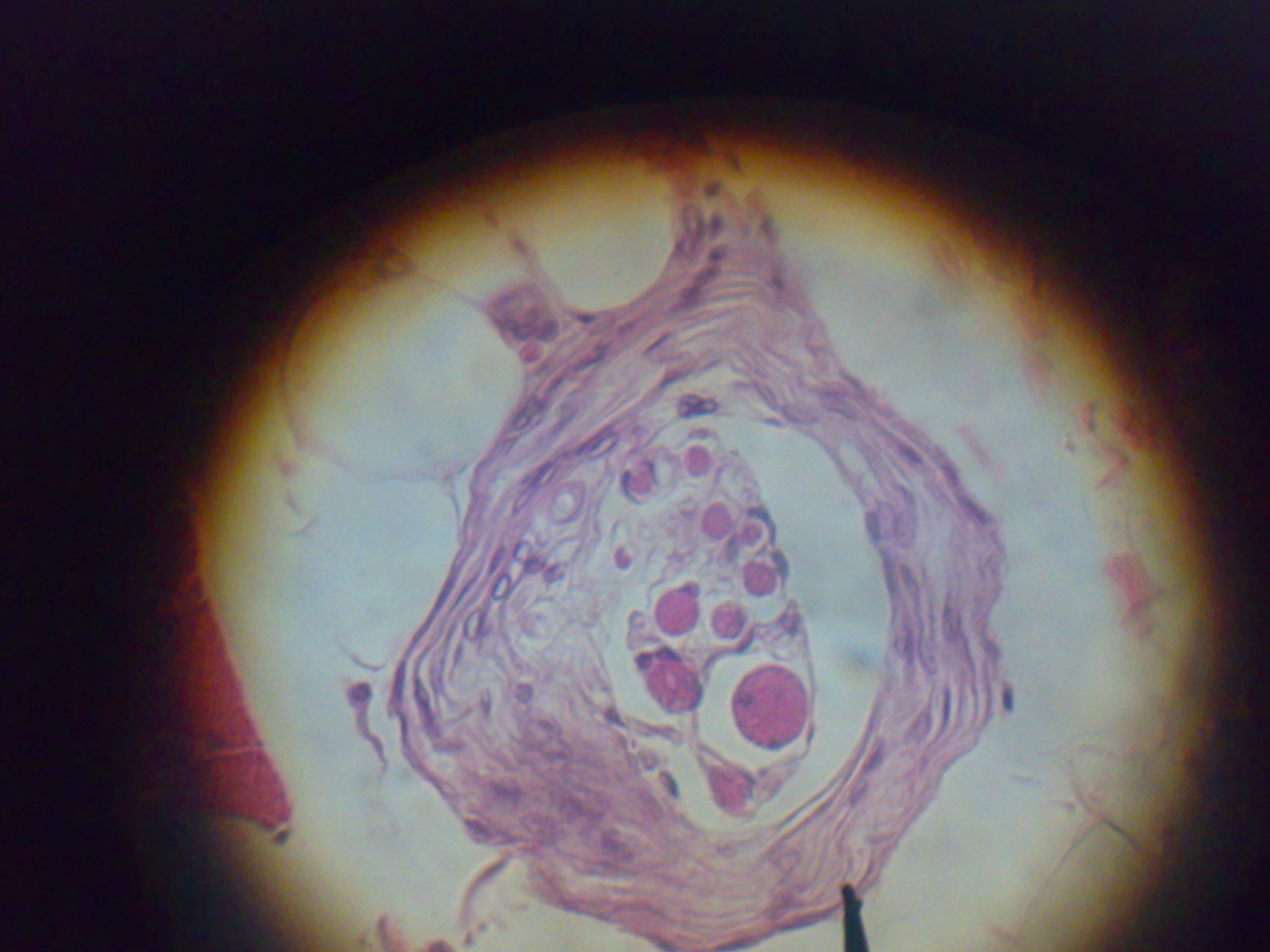
Fuso muscular visto ao microscópio óptico.

O fuso muscular possui componentes sensoriais e motores:
- Informação sensorial transmitida por fibras sensoriais tipo Ia primárias e  fibras sensoriais tipo II secundárias, que espiralam em torno de fibras musculares dentro do fuso.
- Ação motora por até uma dúzia de neurônios motores gama e, em menor escala, por um ou dois neurônios motores beta que ativam as fibras musculares dentro do fuso.

## Tipos de fibras sensoriais
A alteração no comprimento do fuso é transformada em potenciais elétricos de membrana por aferências sensoriais, cujos corpos celulares estão localizados nos gânglios das raízes dorsais, localizados próximo à medula espinhal.
Características das fibras sensoriais dos fusos musculares:
| Tipo    | Axônio                 | Receptor                          | Resposta                                                                                           |
| Tipo Ia | 12 a 20 μm mielinizado | Terminação primária do fuso       | Comprimento muscular e velocidade de variação do comprimento, com rápida adaptação                 |
| Tipo II | 6 a 12 μm mielinizado  | Terminação secundária do fuso     | Comprimento muscular (baixa sensibilidade à velocidade), disparando quando o músculo está estático |
| Tipo II | 6 a 12 μm mielinizado  | Terminações fora do fuso muscular | Pressão profunda                                                                                   |

O primeiro dos principais grupos de receptores de estiramento que envolvem fibras intrafusais são as aferências Ia, que são maiores e mais rápidas, e que disparam quando o músculo está alongando. São caracterizadas por sua rápida adaptação, porque assim que o músculo para de mudar de comprimento, a fibra Ia para de disparar e se adapta ao novo comprimento. Fibras Ia essencialmente fornecem informação proprioceptiva sobre a taxa de alteração de seu respectivo músculo: a derivada do comprimento do músculo (ou da posição).